# Oliver Jensen
Oliver Bjerrum Jensen (* 30. April 2002) ist ein dänischer Fußballspieler. Der Angreifer (Mittelstürmer) war dänischer Nachwuchsnationalspieler.

## Karriere

### Verein
Oliver Bjerrum Jensen begann mit dem Fußballspielen in der Fußballschule des FC Midtjylland und wechselte später in die Jugendmannschaften von Randers FC. Am 28. Juni 2020 gab er im Alter von 18 Jahren sein Debüt in der Superliga, als er in der Abstiegsrunde im Heimspiel gegen AC Horsens, das mit 0:3 verloren wurde, in der 86. Minute für Tosin Kohende eingewechselt wurde.

### Nationalmannschaft
Oliver Jensen spielt seit 2019 für die dänische U18-Nationalmannschaft.